# John Lundstram
John David Lundstram, född 18 februari 1994, är en engelsk fotbollsspelare som spelar för turkiska Trabzonspor.

## Karriär
Den 25 juli 2017 värvades Lundstram av Sheffield United, där han skrev på ett treårskontrakt. Den 5 juli 2021 värvades Lundstram av skotska Rangers, där han skrev på ett treårskontrakt.
Den 25 juni 2024 värvades Barišić av turkiska Trabzonspor, där han skrev på ett treårskontrakt.